# Транспортные средства на жидком азоте
Транспортные средства на жидком азоте получают энергию от жидкого азота, запасённого в специальных баках. Обычно азотный двигатель работает следующим образом: жидкий азот подогревается в теплообменнике, получая тепло от окружающего воздуха, затем испарившийся азот, преобразованный в газ высокого давления, поступает в двигатель, где, воздействуя на поршень или на ротор двигателя, передаёт ему энергию. Транспортные средства на жидком азоте демонстрировались на публике, однако не получили коммерческого применения. Одним из таких транспортных средств являлся автомобиль, продемонстрированный англо-американской фирмой «Жидкий воздух» в 1902 году. По заявлению фирмы разработчика, этот автомобиль был способен проехать сотни километров на одной заправке.
Энергия жидкого азота может быть использована также в гибридных системах, в частности, в электромобилях. Кроме того, системы рекуперативного торможения также могут быть использованы в связке с системами, работающими на жидком азоте.

## Преимущества
Автомобили на жидком азоте сравнимы по многим параметрам с электромобилями. Их преимущества по сравнению с другими видами автомобилей следующие:
- Так же, как и электромобили, автомобили на жидком азоте могут в конечном итоге получать энергию от электрической сети, что делает более лёгкой задачу утилизации загрязнений, создаваемых источниками энергии. Это обусловлено тем, что электроэнергия создаётся одним или несколькими крупными источниками (электростанциями), и соответственно, загрязнения от этих источников проще собирать и утилизировать, в противоположность нынешней ситуации, когда загрязнения создаются миллионами автомобилей, колесящих по дорогам.
- Не требуется транспортировка топлива, так как энергию автомобили получают от электросети. Это позволяет получать некоторый выигрыш в стоимости энергии и снизить загрязнение окружающей среды нефтепродуктами.
- Более низкая стоимость технического обслуживания.
- Меньшее загрязнение окружающей среды при утилизации или восстановлении баков для жидкого азота по сравнению с утилизацией или восстановлением электрических батарей.
- Транспортным средствам на жидком азоте не свойственны проблемы износа, связанные с эксплуатацией систем, работающих на электрических аккумуляторных батареях.
- По сравнению с зарядкой электрических батарей, резервуары с жидким азотом могут заполняться намного чаще и быстрее. По этому показателю автомобили на жидком азоте сравнимы с автомобилями, работающими на дизельном топливе или на бензине.
- Системы на жидком азоте могут работать в связке с бензиновыми или дизельными двигателями, используя их тепло, отдаваемое в окружающую среду.

## Недостатки

### Высокие материальные затраты
Производство жидкого азота — это энергозатратный процесс, что приводит к высокой стоимости жидкого азота.[уточнить]

### Низкая энергоплотность жидкого азота
Любой продукт, полученный в результате процесса фазового перехода вещества, будет в конечном итоге иметь более низкую плотность энергии, чем продукт, полученный в результате процесса, основанного на химических реакциях. В свою очередь, продукты, полученные в результате химических реакций, имеют энергетическую плотность ниже, чем у веществ, испытывающих ядерные превращения. Поэтому жидкий азот как энергоноситель имеет низкую плотность энергии. Жидкое углеводородное топливо в сравнении с жидким азотом имеет высокую плотность энергии. Это важный аспект, потому высокая плотность энергии делает распределение, транспортировку и хранение топлива более удобным. В свою очередь, удобство — это важный фактор для потребительских качеств товара. Удобство хранения нефтепродуктов в сочетании с их низкой стоимостью делает их непревзойдёнными видами топлив по потребительским качествам. Кроме того, бензин и дизельное топливо являются первичными источниками энергии, для которых не требуются вещества-посредники для запасания и транспортировки энергии.

### Образование жидкого кислорода
Поскольку жидкий азот N2 имеет температуру менее 90.2K, то из атмосферного воздуха может конденсироваться кислород. Капли жидкого кислорода могут попадать на различные окружающие предметы. В свою очередь, жидкий кислород способен спонтанно и довольно бурно реагировать с органическими химическими веществами, включая такие нефтепродукты как асфальт.

### Требования к герметичности
Пролитая криогенная жидкость может представлять опасность. В частности, попадание жидкого азота на поверхность человеческого тела может приводить к обморожениям. Жидкий азот в контакте с некоторыми материалами делает их чрезвычайно хрупкими.

### Обмерзание
В отличие от двигателей внутреннего сгорания, криогенные системы, работающие, в частности, на жидком азоте, требуют наличия теплообменников для нагревания и охлаждения рабочей жидкости. Влага из окружающего воздуха может намерзать на деталях и узлах теплообменников, что затрудняет течение тепловых потоков. Предотвращение обмерзания требует решения соответствующих инженерных задач и установки дополнительного оборудования. Это приводит к увеличению массы транспортного средства, повышению сложности конструкции, к снижению КПД и увеличению стоимости.